# Гизель (село)
Гизе́ль (осет. Джызæл) — село в Пригородном районе Республики Северная Осетия — Алания. Административный центр муниципального образования «Гизельское сельское поселение».

## География
Село расположено в 7 км к западу от Владикавказа, расстояние со временем уменьшается с расширением территории города, в междуречье рек Гизельдон (на западе) и Чёрная (на востоке). У северо-западной окраины села начинается дорога в Кобанское и Кармадонское ущелья.

## История
Село основано в 1849 году, по другим данным — в 1858, есть ещё данные, что село основано в 1867 году. В том месте, где расположено селение, до 1858 года находились аулы тагаурских фамилий Мамсуровых, Алдатовых, Кануковых, Кундуховых и Дзантиевых.
В 1825—1830-х годах несколько фамилий из тагаурских алдар переселились из гор на плоскость и построили себе по течению реки Гизельдон временные постройки, каждая фамилия отдельно первые были: Бароевы, Гудиевы, Ходовы, Томаевы, Накусовы, Цаллаговы, Бекузаровы, Дадиановы, Доевы, Моргоевы, Губиевы, Хадиковы, Ногаевы и др. В 1847 г. в ауле Зоровых было 36 дворов, в Тегов-ауле – 26, Аслангирея Мамсурова – 24. Им принадлежало 5725 дес. земли.
Через 2 — 3 года после переселения тагаурских алдар в эти же места по распоряжению правительства стали переселяться и другие осетины из разных ущелий, и за несколько лет образовали пять аулов, назвав их именами тех алдаров, которые в них жили: Зоров-аул (Алдатовский, осет. Зоратыхъæу), Мамсуров-аул (Мамсуровский, осет. Мамсыратыхъæу), Тегов-аул (осет. Теджыхъæу), Кануков-аул (Кануковский, осет. Хъаныхъуатыхъæу) и Асланджери-аул (Кундуховский, осет. Асланджерийыхъæу). В 1858 году по распоряжению правительства все эти аулы были соединены в одно селение под названием Гизель.
В годы Великой Отечественной войны 1941—1945, на восточной окраине села проходила линия фронта, село было захвачено 1 ноября 1942 года. Немецкие войска пробивались дальше к Орджоникидзе (ныне Владикавказ), но не смогли взять город.
9 ноября 1942 года на окраине Гизели сибиряк Пётр Барбашёв (другой вариант фамилии — Барбашов) закрыл амбразуру вражеской огневой точки своим телом, обеспечив успешное продвижение своей роты. За этот подвиг Петру Барбашову посмертно было присвоено звание Героя Советского Союза. У дороги на въезде в Гизель стоит памятник Барбашову; на родине в селе Венгерово его имя носит улица, в честь Барбашова названа школа № 171 в Новосибирске.
11 ноября 1942 года селение Гизель было освобождено, фашистские войска отброшены до реки Фиагдон. В районе Гизели были захвачены 140 танков, 7 бронемашин, 70 орудий, 95 миномётов, 2350 автомашин, 183 мотоцикла и много разного военного имущества. В результате боевых действий село было практически полностью уничтожено.
В 1944—1956 годах село Гизель было центром Гизельдонского района.
В послевоенный период село активно застраивалось.

## Население
| 1959  | 1970  | 1979  | 1989  | 2002  | 2010  | 2011  |
| ----- | ----- | ----- | ----- | ----- | ----- | ----- |
| 5645  | ↗6166 | ↘5899 | ↗6535 | ↗7129 | ↗7814 | ↘7791 |
| 2012  | 2013  | 2014  | 2015  | 2016  | 2017  | 2018  |
| ↗7835 | ↗7918 | ↗7998 | ↗8067 | ↘8047 | ↗8092 | ↗8151 |
| 2019  | 2020  | 2021  | 2023  | 2024  | 2025  |       |
| ↗8163 | ↗8178 | ↗8234 | ↘8153 | ↘8107 | →8107 |       |

### Национальный состав
В разные годы в село заселялись осетины из Кармадонского ущелья, русские специалисты разных профилей с семьями из Владикавказа переселялись, а также выходцы из Южной Осетии, из Трусовского ущелья Казбегского района Грузии.
По данным Всероссийской переписи населения 2010 года:
| № | Национальность | Численность, чел. | Доля   |
| - | -------------- | ----------------- | ------ |
| 1 | осетины        | 7597              | 97,9 % |
| 2 | русские        | 96                | 09,5 % |
| 3 | другие         | 136               | 1,7 %  |

## Известные уроженцы
- Гудиев Амурхан Хаджумарович (1932–1999) — известный осетинский математик, с 1971 по 1976 год являлся ректором Северо-Осетинского гос.университета.
- Кишиев Юрий Михайлович (1940–2017) — Шестикратный чемпион РСФСР, многократный призёр чемпионатов СССР, двукратный победитель международных турниров. Заслуженный тренер РСФСР по вольной борьбе (1991). Почётный мастер спорта по вольной борьбе (1968).

Военные
- Бароев Михаил Сандрович (1919—1994) — советский военачальник, генерал-майор.
- Доев Давид Тебоевич (1912—1943) — Герой Советского Союза.
- Танклаев Георгий (1910—2004) — Герой Финской войны, лётчик бомбардировочной авиации.
- Кундухов Карачис Мамсырович(1798-1918) - урядник Терско-Горского полка, кавалер пяти Георгиевских крестов.

Писатели
- Кануков Инал Дударович (1850—1899) — осетинский писатель, просветитель, этнограф, стоявший у истоков передовой общественной мысли Северной Осетии.
- Коцоев Арсен Борисович (1872—1944) — писатель, один из основоположников осетинской художественной прозы.
- Коцоева Лена Афакоевна (1885—1923) — осетинская писательница и драматург.
- Мамсуров Темирболат Османович (1845—1898) ― первый осетинский поэт.

## Религия
Часовня в честь Святого великомученика Георгия Победоносца, возведена в 2014 году.

## Инфраструктура
В селе располагается Республиканская санаторная школа-интернат и действует одноимённый военный аэродром.

## Транспорт
Село доступно автотранспортом.

## Топографические карты
- Лист карты K-38-30 Орджоникидзе. Масштаб: 1 : 100 000. Состояние местности на 1984 год. Издание 1988 г.